# UPA Dance
Upa Dance è stato un gruppo musicale spagnolo.

## Carriera
Il gruppo si è formato in seno alla serie televisiva spagnola Paso adelante trasmessa dal 2002 al 2005 su Antena 3 in Spagna e trasmesso in Italia su Italia 1, del gruppo Mediaset. Originariamente il gruppo era formato da: Miguel Ángel Muñoz, Beatriz Luengo, Pablo Puyol, Mónica Cruz, Silvia Marty e Raul Peña.
Nel contempo, avevano inciso un album in studio e un'edizione speciale registrata durante il loro ultimo tour spagnolo, vendendo più di 600 000 copie. Nel 2003, si decise di mettere in commercio l'"Edición Especial" comprendente delle tracce bonus e remix, che fu messa in commercio in Spagna il 22 aprile 2003.
Nei tre mesi precedenti, fu messo in commercio un DVD con inserti speciali di fotografie e retroscena della formazione del gruppo, comprensivo di coreografie della serie Paso adelante, interviste e alcuni videoclip del gruppo fra cui: Morenita e il "Making-Off" di Once Again.
Nel 2004, Pablo Puyol decise di abbandonare completamente la serie televisiva (ad eccezione di sporadiche ed eccezionali apparizioni), comportando l'inevitabile abbandono del gruppo musicale. Di seguito anche Silvia Marty, Mónica Cruz e Beatriz Luengo lasciarono il progetto sciogliendo il gruppo poiché rimaneva della formazione originale solamente Miguel Ángel Muñoz, senza abbandonare la serie televisiva. L'album "UPA Dance" fu sfruttato come colonna sonora della serie televisiva.
Durante la trasmissione della sesta stagione di Paso adelante, si decise di offrire un'opportunità a nuovi talenti all'interno della serie riformando il gruppo mantenendo come unico membro originario Miguel Ángel Muñoz e introducendo Elisabeth Jordán (conosciuta grazie al concorso Popstars e a sua volta membro del gruppo Bellepop) ed Edu del Prado. Si era unita precedentemente, per esigenze di sceneggiatura, Dafne Fernández come ballerina, ma in seguito fu sostituita da Elisabeth Jordán.
L'album Contigo, pur non riscuotendo lo stesso successo dei precedenti, riuscì ad ottenere la certificazione come Disco d'oro.
Terminando nel 2005 Paso adelante, a causa di problemi di palinsesto, si sciolse anche il gruppo che non godeva più del precedente successo con pubblico.
Il gruppo degli UPA Dance riscosse successo in Spagna supportato da una precedente promozione che non si rese necessaria in Francia, in Italia e in America.

## Discografia

### UPA Dance (2002)
1. Once Again
2. Morenita
3. Porque me faltas tú
4. Sámbame
5. Me siento bien
6. Baila Morena
7. Dancing in the Street
8. Aquarius
9. I Got Life
10. Out here on My Own
11. Medley Cabaret
12. Upa Mix

### UPA Dance Edición Especial
CD 1: UPA Dance (2002)
CD 2
1. Porque me faltas tú
2. Let´s Get Loud
3. If I only Knew
4. Tub Thumping
5. Sámbame 2003
6. Morenita Remix

### UPA Dance Live (2004)
1. Medley Will Smith mix (Black Suits Commin'  Wild Wild West Getting Jiggy)
2. Te tengo aquí
3. Lady Marmalade
4. How Deep Is Your Love
5. U Can`t Touch This
6. Me siento bien
7. My all
8. Disco inferno
9. Lucia
10. It's Raining Man
11. Morenita
12. Once Again
13. Baila Morena
14. Sámbame
15. Veneno (MAM)
16. Piel oscura (MAM)

### Contigo (2005)
1. Contigo (My baby)
2. Luz, cámara, acción
3. Te extraño
4. Qué bueno que viniste
5. Sunday Girl
6. Give in to me
7. Amigas para qué
8. Cómo voy a escapar de aquí
9. Sexy dance
10. Vamos a contar mentiras

## Singoli
- Contigo (My baby) (2005)
- Te extraño (2005)
- Luz, Cámara, Acción (2005)

## Formazione
- Miguel Ángel Muñoz (2002-2005)
- Beatriz Luengo (2002-2004)
- Mónica Cruz (2002-2004)
- Silvia Marty (2002-2004)
- Pablo Puyol (2002-2004)
- Elisabeth Jordán (2005)
- Edu Del Prado (2005)